# Burao

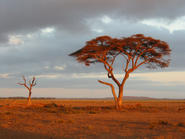
Afores de Burao.

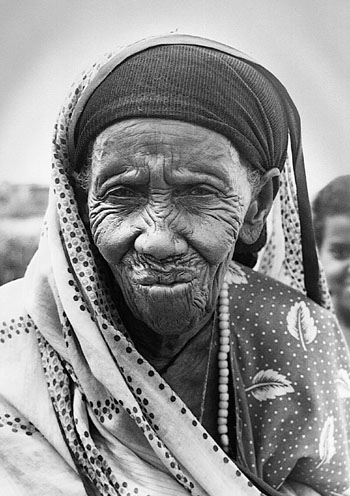
Dona vella de Burao.

Burao (somali: Burco) és una ciutat de Somalilàndia, capital de la regió de Todgheer (Todgir). És la segona ciutat en població de Somalilàndia després de la capital Hargeisa. La seva població, estimada el 1991 en 100.000 persones, és actualment d'unes 400.000. La ciutat fou restaurada després del 1991 i disposa actualment dels serveis bàsics. L'aigua procedeix de captacions subterrànies i s'hi ha creat una fàbrica d'envasament d'aigua mineral. Hi ha també altres fàbriques, centres de salut i centres educatius. El transport funciona amb un bon sistema d'autobusos.

## Clima
El clima és calorós amb temperatures de fins a 35 graus a l'estiu i de 27 graus la resta de l'any; plou limitadament entre desembre i maig. Està creuada pel riu Todgheer, generalment sec, però que causa inundacions quan plou. Un pont uneix els dos costats de la ciutat separats pel riu. Als afores, n'hi ha un aeroport.

## Història
Burao és la seu ancestral del clan dels habar yonis.
L'agost de 1898, els dervixos van ocupar Burco (Burao), la qual cosa els va permetre controlar els pous d'aigua dels habar yoonis i del Habar Tol-jecle, i fins al país dels dhulbahante. Una assemblea a Burao va proclamar la guerra santa contra britànics, italians i abissinis el 1899. Poc després, els dervixos atacaven un establiment de la secta qadiriya a Sheikh, una vila entre Berbera i Burao, els habitants de la qual foren massacrats. La primera expedició britànica contra Diiriye Guure va sortir de Burao el 22 de maig de 1901.
El 9 d'agost de 1913, a uns 40 km al sud-oest, a Dul Madoba (Dulmadooba o Ruugu), prop d'Oodweyne, la British Somaliland Camel Constabulary del coronel Richard Corfield (85 soldats) es van enfrontar a dos o tres mil dervixos de Diiriye Guure; foren derrotats i hi van morir 36 homes, entre ells Corfield. Els daraawiish hi van tenir nombroses baixes, però la mort del coronel els va fer considerar el fet com una victòria. Burao, però, va romandre com a principal base britànica i després fou seu de dues companyies del Somaliland Camel Corps. El novembre de 1919, es va començar a preparar l'aeròdrom del qual van sortir (21 de gener de 1920) els avions que van posar fi a la lluita de Diiriye Guure.
Durant el règim de Siad Barre, en un atac per sorpresa, el Moviment Nacional Somali va ocupar Burao (27 de maig de 1988) i part de la ciutat d'Hargeisa (el 30 de maig de 1988), però es van haver de retirar després de ser bombardejats per l'aviació somali.
Burao fou el lloc on es va produir la declaració d'independència de Somalilàndia el 18 de maig de 1991, després d'una gran assemblea dels caps dels clans. El 1995, hi van haver enfrontaments entre les forces dirigides per Jama Mohamed Ghalib, lleial al president sortint Abdirahman Tur, partidari de mantenir la unitat de Somàlia en un sistema federal, i el president entrant Mohamed Egal, partidari de la independència.
L'agost del 2008, hi va haver enfrontaments a Burao. El govern va acusar l'organització al-Shabaab, que opera a Somàlia central i del sud, i està acusada de vincles amb Al-Qaeda, però els observadors estimaven que la causa real fou la detenció de l'home de negocis i membre del partit opositor Kulmiye, Hersi Ali Hadj Hassan, per oposar-se a un contracte sobre telefonia amb una companyia de l'Aràbia Saudita; detenció que va provocar la reacció de la gent del seu clan.

## Societat

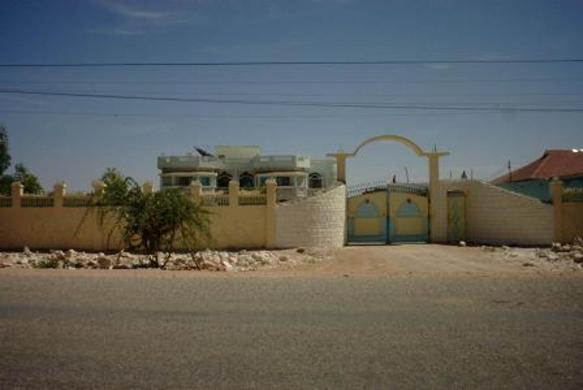
Area residencial a Burao.

La ciutat és seu de la Universitat de Burao (Jaamacadda Burco), establerta el 2004, amb una biblioteca de trenta mil volums. El 26 de juliol del 2003, s'hi va obrir un hotel de luxe (segons el nivell del país) anomenat City Plaza Hotel. Una organització del govern, la Somaliland Youth Voluntary Organization (SOYVO), encarregada de fomentar la pau, té seu a Burao.

## Transports
Burao té un sistema d'autobusos. El transport aeri es fa des de l'Aeroport de Burao, que ofereix vols amb la companyia Daallo Airlines fins a Hargeisa i altres ciutats de Somàlia i altres ciutats, com Addis Ababa i San'a. El 2012 l'aeroport passà a ser supervisat per la International Civil Aviation Organization (ICAO).
Pel que fa a les carreteres, n'hi ha una que connecta la ciutat amb el port de Berbera a través de Sheekh. El setembre de 2013 el govern federal somalí va signar un contracte amb el govern xinès a través del qual Xina arreglarà les carreteres, si bé el guany que n'obtindrà Xina no és clar.